# Alessandro Sorte
Alessandro Sorte (Treviglio, 19 febbraio 1984) è un politico italiano, dal 23 marzo 2018 deputato alla Camera per Forza Italia e dal 24 marzo 2023 coordinatore regionale di Forza Italia in Lombardia.

## Biografia
Nato il 19 febbraio 1984 a Treviglio (BG), si è laureato in Economia e Amministrazione delle Imprese presso l’Università degli Studi di Bergamo e ha lavorato per diversi anni nel settore delle pulizie industriali presso l'ufficio marketing, oltre a fare da amministratore di società private.
Alle elezioni comunali in Lombardia del 2004 si candida al consiglio comunale di Brignano Gera d'Adda, tra le liste della Lega Nord come indipendente a sostegno del candidato sindaco Giuseppe Ferri, risultando eletto consigliere comunale come il più votato nel comune, venendo nominato assessore con deleghe a bilancio, finanze, tributi e patrimonio nella giunta comunale, il più giovane assessore al Bilancio d'Italia. Nello stesso anno aderisce a Forza Italia e nel 2006 diventa membro nazionale dell'ANCI giovani.
Alle elezioni amministrative del 2009 viene candidato ed eletto consigliere provinciale di Bergamo, per Il Popolo della Libertà (PdL) con il 26,07% dei voti nel collegio di Martinengo, restando in carica fino al 2013, dov'è stato membro dell'Unione delle province d'Italia.
Alle elezioni regionali in Lombardia del 2013 si candida col PdL, nella mozione del segretario federale della Lega Roberto Maroni, venendo eletto nella circoscrizione di Bergamo con 2.866 preferenze in consiglio regionale della Lombardia, a soli 29 anni, venendo nominato nel dicembre 2014 assessore con deleghe alle infrastrutture e mobilità nella giunta regionale di Maroni e a febbraio 2015 presidente del Consiglio di sorveglianza di Infrastrutture lombarde Spa.
Il 16 novembre 2013, con la sospensione delle attività del Popolo della Libertà, aderisce alla rinascita di Forza Italia, andando a ricoprire l'incarico di commissario provinciale del partito a Bergamo da febbraio 2014 a luglio 2015.
Durante il suo mandato da assessore regionale tra le opere infrastrutturali più significative ha inaugurato la Teem, il raccordo tra l'A35 e l'A4 e il tratto A e B della Pedemontana lombarda.
Nel novembre 2016 annuncia il progetto "Tratta Sicura" con l'impegno di 20 guardie giurate armate sulla tratta Milano-Bergamo.
Nel luglio 2017 annuncia, con il presidente della Giunta Maroni e l'assessore al bilancio Massimo Garavaglia, il più importante investimento nella storia della Regione Lombardia per l'acquisizione di 160 nuovi treni con lo stanziamento di 1,6 miliardi di euro.

### Elezione a deputato
Alle elezioni politiche del 2018 viene candidato alla Camera dei deputati nel collegio uninominale Lombardia 3 - 08 (Romano di Lombardia), sostenuto dalla coalizione di centro-destra in quota forzista, venendo eletto deputato con 87.829 voti (57,30%) contro i 30.136 (19,66%) della candidata del centro-sinistra, Ludovica Paloschi, e i 26.507 (17,29%) del candidato del Movimento 5 Stelle Andrea Dellavedova. Nel corso della XVIII legislatura è stato membro della Giunta delle elezioni, dov'è anche capogruppo del misto, delle commissioni Affari costituzionali, della Presidenza del consiglio e interni, Cultura, scienza e istruzione, Politiche dell'Unione europea, Attività produttive, commercio e turismo e Finanze.
Il 7 agosto 2019 è tra i fondatori di Cambiamo!, nuovo partito di Giovanni Toti, e così il 9 settembre lascia Forza Italia - votando lo stesso giorno la sfiducia al Governo Conte II - per aderire due giorni dopo alla componente del Gruppo misto “Cambiamo!-Dieci volte meglio” con altri colleghi ex FI. Il 18 dicembre dello stesso anno i cinque totiani aderiscono alla nuova componente del misto "Noi con l'Italia-USEI-Cambiamo!-Alleanza di Centro" insieme a Vittorio Sgarbi e a quattro colleghi di Noi con l'Italia - USEI.
Dal 16 febbraio 2021 fa parte della componente autonoma "Cambiamo!-Popolo Protagonista" insieme a sette colleghi di Cambiamo! e a due di Popolo Protagonista. Il 27 maggio seguente Sorte decide di non aderire a Coraggio Italia, il nuovo partito fondato dal sindaco di Venezia Luigi Brugnaro insieme a Giovanni Toti.
Il 30 novembre dello stesso anno rientra in Forza Italia dopo aver incontrato il presidente Silvio Berlusconi.
Alle elezioni amministrative del 18 dicembre la sua lista "Civici-Moderati per Bergamo" raccoglie il 12,6%, eleggendo due consiglieri provinciali, classificandosi terza subito dopo Partito Democratico e Lega.
Il 16 maggio 2022 organizza alla Fiera di Treviglio un convegno denominato "Sempre in campo per difendere la libertà" alla presenza di 1.500 militanti bergamaschi, dove annuncia il rientro di Stefano Benigni in Forza Italia e, a sorpresa, ha partecipa il presidente del partito Silvio Berlusconi.

### Rielezione alla Camera
Alle elezioni politiche anticipate del 2022 viene ricandidato alla Camera nel collegio uninominale Lombardia 3 - 01 (Treviglio), sostenuto dalla coalizione di centro-destra in quota Forza Italia, venendo eletto con 153.202 voti (59,7%) e superando con quasi il triplo rispetto al principale candidato del centro-sinistra Gabriele Giudici (21,38%). Nella XIX legislatura è componente della 9ª Commissione Trasporti, poste e telecomunicazioni e della Giunta delle elezioni.
Dopo le dimissioni di Maria Alessandra Gallone, il 6 dicembre dello stesso anno viene nominato commissario di Forza Italia per la provincia di Bergamo dalla coordinatrice regionale di Forza Italia in Lombardia Licia Ronzulli. Mentre il 24 marzo 2023 sostituisce proprio la Ronzulli come coordinatore regionale di Forza Italia in Lombardia, lasciando di conseguenza l’incarico da coordinatore provinciale.

## Vita privata
Vive a Brignano Gera d'Adda (BG), dove il 15 gennaio 2022 si sposa in comune con Matilde Tura, anche lei politica ma del Partito Democratico (PD), consigliera comunale e capogruppo del PD a Treviglio.